# (100027) Hannaharendt
(100027) Hannaharendt ist ein Asteroid des Hauptgürtels, der am 12. Oktober 1990 von Freimut Börngen und Lutz D. Schmadel in Tautenburg entdeckt wurde.
Er wurde am 19. Februar 2006 nach Hannah Arendt benannt.